# Tenné
Il tenné è una gradazione di marrone-giallastro. Il nome deriva dal tanno (corteccia polverizzata di quercia, di sommacco, di castagno, ecc.) impiegato nella concia del cuoio.
In lingua inglese a molti animali viene attribuito l'aggettivo tawny, ad esempio l'allocco, detto appunto Tawny Owl («gufo tenné»)